# Brasil en los Juegos Olímpicos de Pekín 2022
Brasil estuvo representado en los Juegos Olímpicos de Pekín 2022 por diez deportistas, seis hombres y cuatro mujeres, que compitieron en cinco deportes.
Los portadores de la bandera en la ceremonia de apertura fueron el piloto de bobsleigh Edson Bindilatti y la esquiadora de fondo Jaqueline Mourão. El equipo olímpico brasileño no obtuvo ninguna medalla en estos Juegos.